# Acanthodelta praestans
Acanthodelta praestans är en fjärilsart som beskrevs av Achille Guenée 1852. Acanthodelta praestans ingår i släktet Acanthodelta och familjen nattflyn. Inga underarter finns listade i Catalogue of Life.